# Землі корони Святого Стефана
Землями корони Святого Стефана тривалий час називалися держави, об'єднані з Угорським королівством особистою унією.

## Варіанти назви
- Угорська: Szent István Koronájának Országai — Землі корони Святого Стефана, Szent Korona Országai — Священної корони Землі, Magyar Korona Országai — Землі Угорської корони, Magyar Szent Korona Országai — Землі Священної Угорської корони;
- Сербохорватська: Zemlje krune Svetog Stjepana / Земље круне Светог Стефана — Землі корони Святого Стефана;
- Німецька: Länder der heiligen ungarischen Stephanskrone — Землі Священної Угорської корони (Святого) Стефана;
- Словацька: Krajiny Svätoštefanskej koruny — Землі корони Святого Стефана, Krajiny uhorskej koruny — Землі Угорської корони

## Склад земель
Термін широко використовувався в XVIII і XIX ст., за для позначення Транслейтанської частини Габсбурзької монархії (з 1867 — Австро-Угорщина), і під ним розумілося такі країни:
| Герби земель корони Святого Стефана | Герби земель корони Святого Стефана | Герби земель корони Святого Стефана | Герби земель корони Святого Стефана |
| ----------------------------------- | ----------------------------------- | ----------------------------------- | ----------------------------------- |
|                                     |                                     |                                     |                                     |
| Угорщина                            | Королівство Хорватія і Славонія     | Трансильванія (до 1867 року)        | Рієка                               |

- Боснія і Герцеговина (Австро-Угорський кондомініум)

У той час як Сейм Угорщини виступав проти виділення Трансильванії (що була невід'ємною частиною середньовічної Угорщини), також не вдалося відновити історичні зв'язки з Далмацією, Боснією, які згідно з угорською традицією вважалися частиною земель корони Святого Стефана. Після встановлення унії з Трансильванією в 1848 і 1867 роках, землями корони Святого Стефана позначали лише Угорщину та Хорватію і Славонію й Рієку.
|                                                  |                                                    | |                                              |
| Землі «корони» на Великому гербі Угорщини (1915) | Землі «корони» на середньому гербі Угорщини (1867) | Землі корони Святого Стефана позначені зеленим кольором на мапі Австро-Угорщини (16 і 17), Боснія і Герцеговина (18) мала спеціальне положення і Далмація історична частина (5) | Алегоричне зображення корони Святого Стефана |

29 жовтня 1918 хорватський парламент проголосив скасування унії з Угорщиною, а також входження до складу Держави словенців, хорватів і сербів (увійшло в грудні 1918 року до складу Королівства Сербів, Хорватів і Словенців). З того часу термін втратив своє значення і його вживання припинилося.